# Zabagnienie

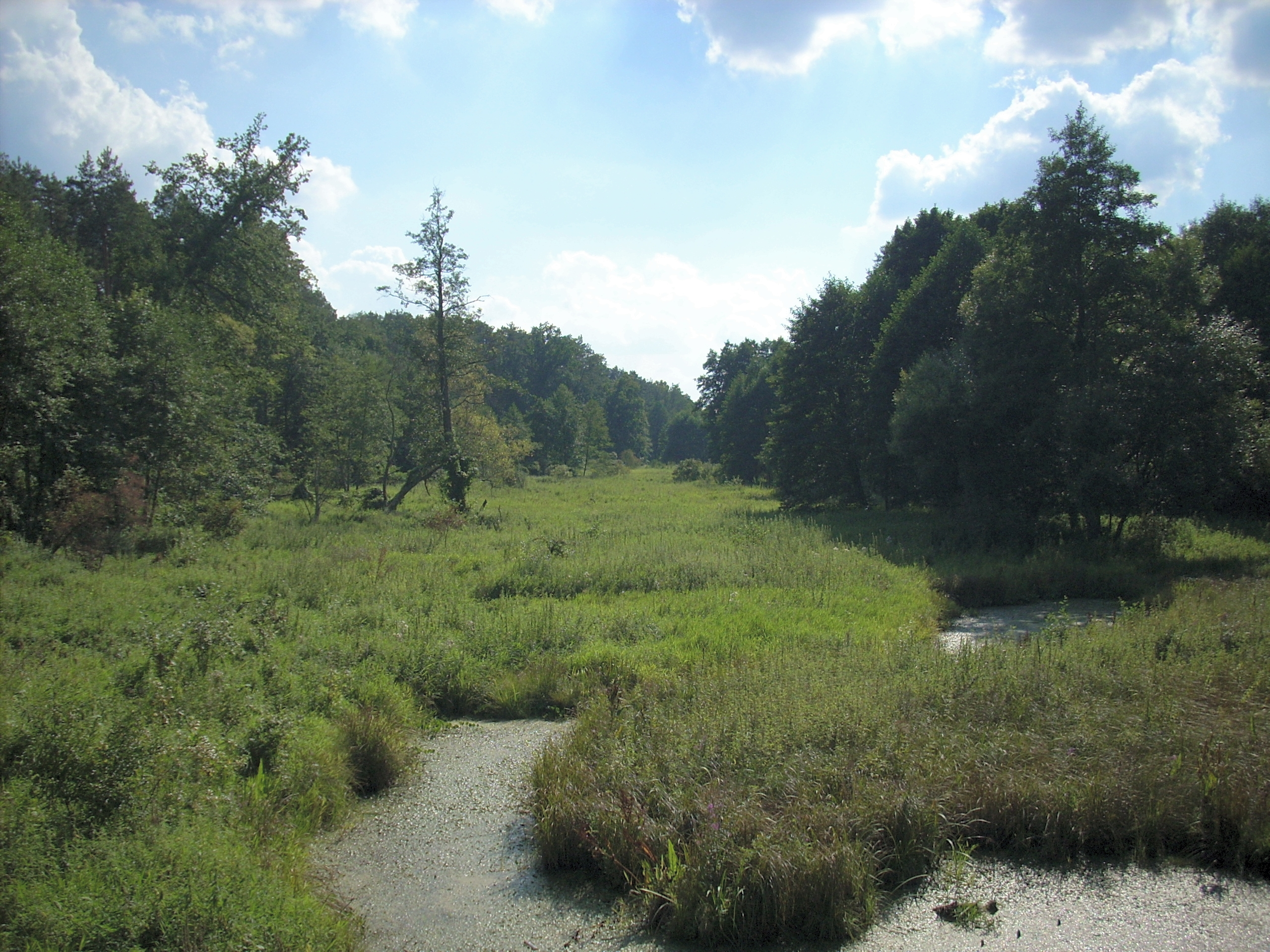
Paludyfikacja doliny Zagożdżonki na skutek jej spiętrzenia przez tamę bobrową (stan w roku 2007)

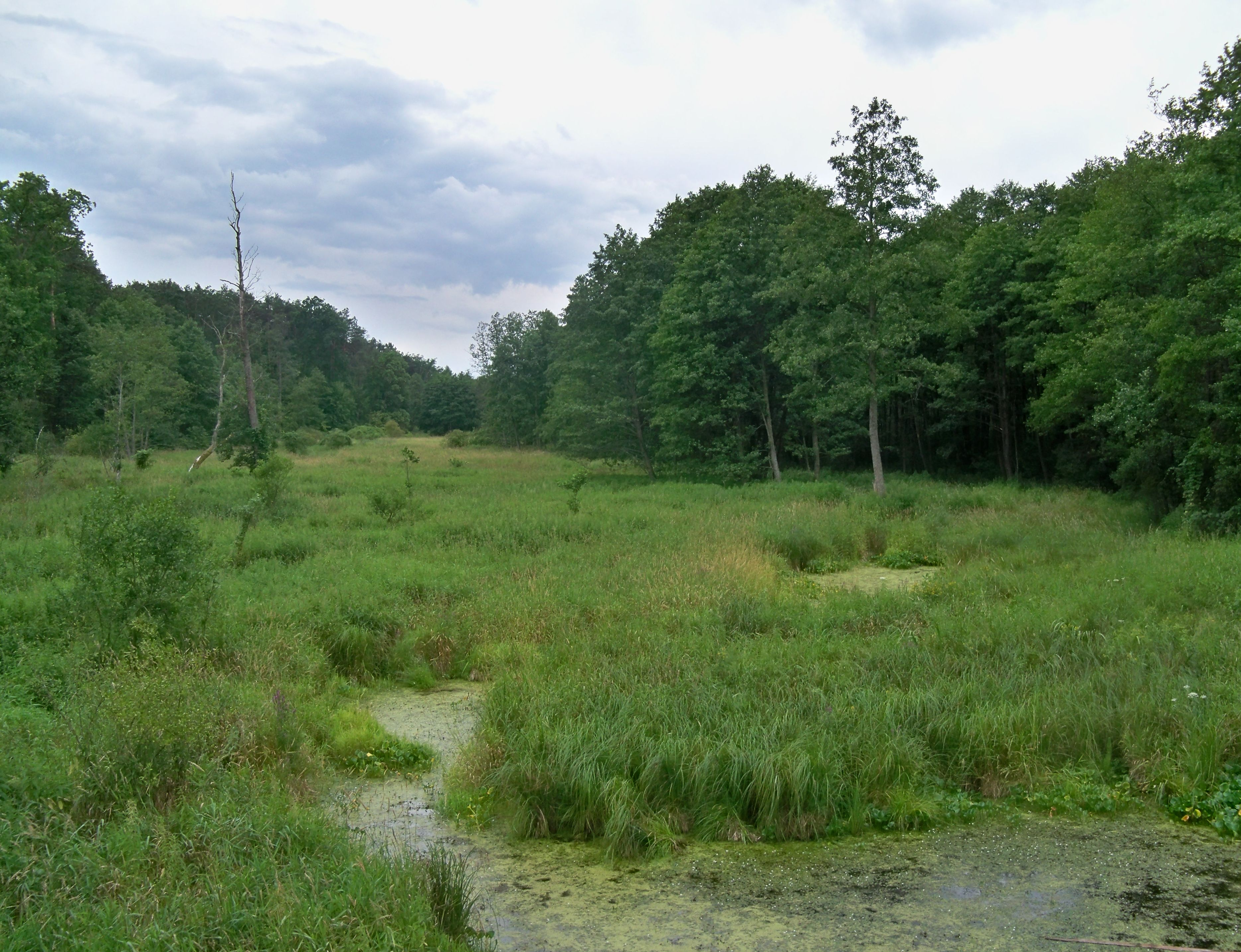
Kolejny etap zabagniania doliny Zagożdżonki (rok 2012)

Zabagnienie, paludyfikacja – proces przekształcania środowiska lądowego o podłożu mineralnym w torfowisko na skutek jego stałego uwilgotnienia. Jest skutkiem podnoszenia poziomu wód podziemnych, które często jest wzmacniane przez podsiąkanie jej do warstwy torfowców. Zapoczątkowanie zabagniania może nastąpić po zmniejszeniu ewapotranspiracji, gdy klimat staje się wilgotniejszy lub chłodniejszy. Zabagnienie zachodzi, gdy odpływ wód podziemnych jest słaby (na podłożu nieprzepuszczalnym, na wododziałach), a szczątki roślinne ulegają procesom torfienia.
W pewnych sytuacjach do zabagnienia może dojść na skutek zmiany pokrywy roślinnej, po wylesieniu. Taka zmiana prowadzi do zmniejszenia ewapotranspiracji, a przez to do podniesienia zwierciadła wód gruntowych i wydłużenia czasu uwilgocenia.
Zabagnienie może też nastąpić w dolinie rzecznej po spiętrzeniu wód cieku lub na brzegu zbiornika wodnego (morza, jeziora) po zmianie jego poziomu.
Czasem zabagnieniem nazywa się nagromadzenie mułu na dnie cieku lub zbiornika oraz inny proces tworzenia torfowisk, czyli przekształcanie w nie środowisk wodnych (lądowacenie).
Podczas zabagniania zachodzi sukcesja ekologiczna od biocenoz lądowych do biocenoz mokradłowych.